# Ene (plante)
 "Enebær" omdirigeres hertil. For andre betydninger af Enebær, se Enebær (flertydig).
Almindelig ene (Juniperus communis) eller blot ene eller enebær er en op til 10 meter høj tvebo busk. Planten bruges en del som prydbusk i parker og haver. Ene er naturligt hjemmehørende på sandjord, hvor den kan danne store krat. Plantens navn "Enebær" betyder optændings-brænde, og har ikke noget med bærret at gøre.

## Beskrivelse
Ene er en tvebo, stedsegrøn, nålebærende busk med en meget variabel vækstform. Der findes alt lige fra fladt krybende over runde, krukkeformede og helt uregelmæssige buske til cylindriske og søjleformede træer. Nålene er sylespidse og sidder i kranse à tre. Busken danner den spiselige bærkogle, der kendes som enebærret. Frugten er to år om at udvikle sig til en sort, blådugget lille bærkogle. Det er kun hun-planter som har bær.
Veddet er lyst rødbrun, og velduftende. De tørrede nåle og kviste brænder nemt, på grund af olieindholdet og røgen er krydret.
Sædvanligvis opnår den en størrelse på omtrent 5×2 meter og vokser omkring 25×5 cm/år (begge mål er højde × bredde).
Ene kan blive meget gammel. I Finland er der således lokaliseret individer, som er mere end 1.000 år gamle, og veddet er stadig helt friskt. Denne egenskab har været brugt meget ved etablering af hegn og skel.
Rodsystemet er kraftigt, og når vidt omkring.

## Hjemsted
Busken er vildtvoksende i den høje form på hedestrækninger og i den lave form langs kyster. Det er en hårdfør plante, som findes på alle slags jordbundsforhold, og på hele den tempererede del af den nordlige halvkugle – når blot dens eneste vækstkrav bliver opfyldt, nemlig at få lys nok.
I Danmark er den især almindelig i Jylland og på Bornholm, men den er aftagende i hyppighed. Den findes i øvrigt over hele landet på heder og græssede overdrev.
På nordvendte skråninger i Sandwood Estate, sutherland, Skotland, findes vindprægede, våde heder, og her vokser arten sammen med bl.a. kattefod, bjergulvefod, bævreasp, Dryopteris aemula (en art af mangeløv), dværgdueurt, dværgpil, fjeldfrøstjerne, fjeldrevling, hedemelbærris, Hymenophyllum wilsonii (en art af hindebregne), krybende pil, liden soldug, sort skæne, stjernestenbræk og tvebo star.

## Anvendelse
Bærkoglerne kan bruges som krydderi. Smagen er kendt fra Steinhäger, gin og genever. Ofte anvendes tørrede bær i madlavning.

## Sygdomme
Ene angribes – dødeligt – af enebærrust.

## Underarter og varianter
- Fjeldene - Juniperus communis subsp. alpina (subarktiske områder af Alaska, Canada og Grønland)
- Juniperus communis var. communis
- Juniperus communis var. depressa
- Juniperus communis var. megistocarpa
- Juniperus communis var. nipponica
- Juniperus communis var. saxatalis

## Dyrkede sorter
- Juniperus communis 'Arnold'
- Juniperus communis 'Barmsted'
- Juniperus communis 'Elfin'
- Juniperus communis 'Goldcone'
- Juniperus communis 'Green Ace'
- Juniperus communis 'Green Carpet'
- Juniperus communis 'Grethe'
- Juniperus communis 'Gårder'
- Juniperus communis 'Hibernica'
- Juniperus communis 'Hornibrookii'
- Juniperus communis 'Meyer'
- Juniperus communis 'Oskeladden'
- Juniperus communis 'Repanda'
- Juniperus communis 'Select'
- Juniperus communis 'Sentinel'
- Juniperus communis 'Suecica'

| Portal | Portal:Botanik |

## Note
1. ↑  "Enebær". Arkiveret fra originalen 14. juli 2014. Hentet 2. juli 2014.
2. ↑  Phenomena of Arctic Nature PAN | Metsähallitus
3. ↑  www.jmt.org: Ben and Alison Averis: Vegetation Survey of the South-Eastern Part of Sandwood Estate (engelsk)